# Brenna Dowell
Brenna Dowell (Kansas City, 4 marzo 1996) è una ginnasta statunitense, vice campionessa all'American Cup 2014, membro della Nazionale di ginnastica artistica femminile degli Stati Uniti d'America.

## Carriera
Inizia la sua carriera d'elite nel 2010. Ai campionati nazionali statunitensi arriva quarta alle parallele.

### 2011: Carriera Junior
Nel 2011 compete agli U.S. Classic, dove finisce quinta nel concorso individuale, terza al volteggio e quinta alle parallele. Ai Visa Championships, i campionati nazionali arriva sesta nel concorso individuale, quinta al volteggio, sesta alle parallele e ottava al corpo libero.

### 2012: Carriera Senior
Inizia il suo primo anno da senior con il Trofeo Città di Jesolo, dove non viene scelta per gareggiare per la nazionale americana, ma viene inserita in un gruppo misto, si classifica settima nel concorso generale e seconda alle parallele.
Ai campionati nazionali finisce nona nel concorso individuale e si qualifica per i Trials Olimpici, una competizione per scegliere quali ginnaste statunitensi mandare alle Olimpiadi.
Ai Trials finisce nona nel concorso individuale, non viene selezionata nel team che partirà per le Olimpiadi di Londra.
Ad Ottobre compete all'Abierto Mexicano, dove arriva prima nel concorso individuale.

### 2013: Mondiali di Anversa
Inizia l'anno post-olimpico con il Trofeo Città di Jesolo, dove vince l'oro con la squadra statunitense, il bronzo nel concorso individuale e il bronzo alle parallele asimmetriche.
Agli U.S. Classic Brenna vince la medaglia di bronzo nel concorso individuale, si qualifica per i P&G Championships, i campionati nazionali.
Ai campionati nazionali la Dowell arriva ancora terza nel concorso individuale e alle parallele.
Ai campi di selezione viene selezionata per rappresentare gli Stati Uniti d'America ai Mondiali di Anversa.
Inizialmente avrebbe dovuto competere alle parallele asimmetriche ed alla trave, ma la direttrice tecnica Martha Karoli, decide di far competere nel concorso individuale, oltre a Simone Biles e Kyla Ross, anche McKayla Maroney che avrebbe dovuto competere solo al volteggio e al corpo libero. La regola dice che se tre ginnaste in qualifica competono su tutti e quattro gli attrezzi non può partecipare una quarta ginnasta, quindi Brenna verrà messa solo come riserva.

### 2014: American Cup
Il 3 marzo compete all'American Cup, insieme ad Elizabeth Price, rimpiazzando le neo-infortunate Kyla Ross e Simone Biles.
Con un buonissimo amanar (15.600), delle buone parallele (14.733), alcuni errori a trave (13.333) e un'uscita di pedana al corpo libero (13.866), arriva seconda nella classifica individuale, dietro alla connazionale.
Ai Secret U.S. Classic compete solo alle parallele asimmetriche, dove ottiene uno scarso 11.200. Viene scelta come riserva per i Campionati Mondiali di Nanning.